# Alexis Camacho
Julio Alexis Camacho Bernal es un ciclista profesional colombiano, nació el 20 de junio de 1990 en Tunja, Boyacá. Actualmente corre para el equipo colombiano de categoría Continental el Coldeportes Zenú.

## Biografía
Corrió durante 2013 para el equipo Pro Continental el Colombia. Sus actuaciones en las clasificaciones sub-23, y vestir el maillot como mejor joven por cuatro jornadas en el clásico RCN le permitieron ingresar al equipo Colombia en 2013. Durante la Vuelta a Colombia 2014 se puso la camiseta de líder al final de la segunda etapa.

## Palmarés
2014
- 1 etapa de la Vuelta a Colombia

2016
- 2º en la Vuelta a Boyacá
- 1 etapa de la Vuelta a Colombia
- Clásica de Girardot

2019
- 1 etapa de la Clásica de Fusagasugá[2]
- 2º en el Campeonato Panamericano en Ruta

## Equipos
- Colombia-Comcel (2012)
- Colombia (2013)
- Boyacá se Atreve-Liciboy (2014 - 06.2015)
- Orgullo Antioqueño (07.2015-2016)
- GW Shimano (2016-2017)
- Coldeportes Zenú (2018-)